# Кумаков, Вадим Андреевич
Вадим Андреевич Кумаков (28.11.1925, Сердобск — 05.12.2005, Саратов) — российский ботаник, доктор биологических наук, профессор. Исследователь физиологии растений.
Заведующий лабораторией физиологии растений НИИСХ Юго-Востока (г. Саратов) с 1961 по 2003 годы.
В 1994 году за цикл работ, посвящённых физиологическому обоснованию перспективных типов (моделей) сортов яровой пшеницы для засушливой степи Поволжья, был награждён золотой медалью имени К. А. Тимирязева Россельхозакадемии.

## Биография
Родился 28.11.1925 в г. Сердобске Пензенской области.
Отец: Кумаков Андрей Петрович, известный российский энтомолог.
Мать: Козьмина Евдокия Михайловна (1902—1979), диктор на радио.
Окончил СГУ имени Н. Г. Чернышевского.
Являлся учеником И. В. Красовской, под её научным руководством как аспирант к 1952 году написал и защитил кандидатскую диссертацию.
Затем с 1952 по 1961 проживал в г. Гродно (Беларусь), где сыграл ключевую роль в становлении кафедры ботаники и физиологии растений Гродненского государственного аграрного университета (ГГАУ). Девять лет работал деканом агрономического факультета сельскохозяйственного
института.
В 1961 году вернулся в Саратов и с 1961 по 2003 годы работал заведующим лабораторией физиологии растений НИИСХ Юго-Востока (г. Саратов).

## Научная деятельность
Продолжил исследования, начатые ранее И. В. Красовской — физиологически обосновать перспективный для Юго-Востока России тип растений яровой пшеницы, высокоурожайный и устойчивый к засухе и другим неблагоприятным факторам этой зоны. Основное внимание в работе уделил фотосинтетической деятельности растений, чему способствовало знакомство с А. А. Ничипоровичем.
Кроме теоретического обоснования эволюции сортов яровой пшеницы на Юго-Востоке России, наметил возможные направления дальнейшей реализации потенциала этой культуры: увеличение площади листовой поверхности и продолжительности жизни листьев верхних ярусов; ускорение темпов формирования листовой поверхности без изменения продолжительности вегетационного периода; повышение чистой продуктивности и хозяйственной эффективности фотосинтеза, а также фотосинтетической активности хлорофиллоносных тканей колоса.
Многолетнее изучение большого числа сортов яровой пшеницы, различающихся по происхождению, продуктивности, морфологическим и физиологическим признакам, позволило дать физиологическое обоснование оптимальной зональной модели сорта яровой мягкой пшеницы, в котором сочетались высокая продуктивность и устойчивость к неблагоприятным абиотическим факторам. Итоги этой работы были опубликованы в монографии «Физиологическое обоснование моделей сортов пшеницы» (1985).
С середины 1980-х годов сосредоточил внимание на одном из интенсивно развивающихся направлений современной биологической и сельскохозяйственной науки — анализе продукционного процесса, ключевое место в изучении которого занимает физиология растений. Огромную ценность этой работы составляло то, что в изучении находилось большое количество сортов пшеницы, различавшихся по происхождению, потенциальной продуктивности, устойчивости, комплексу анатомо-морфологических и физиологических признаков. Основные аспекты этой работы были освещены в коллективной монографии «Продукционный процесс в посевах пшеницы» (1994). 
За время работы в НИИСХ Юго-Востока подготовил 29 кандидатов и двух докторов наук (С. А. Степанов, Н. С. Васильчук).